# Friedrich Pohl (Admiral)
Friedrich Pohl (* 4. August 1868; † 1950) war ein deutscher Konteradmiral der Kaiserlichen Marine.

## Leben
Friedrich Pohl trat am 11. April 1885 in die Kaiserliche Marine ein.
Von August 1907 bis November 1908 war er als Korvettenkapitän Kommandant der Sperber. Am 20. April 1910 wurde er Kapitän zur See. Später war er bis Oktober 1914 in der Schiffs-Besatzungs-Kompanie in Hamburg. Anschließend war er Oberwerftdirektor der Werft Brügge des Marinekorps und gleichzeitig im Generalkommando. Am 16. März 1919 wurde er aus der Marine verabschiedet.
Am 30. August 1919 erhielt er den Charakter als Konteradmiral verliehen.